# Line of Fire
"Line of Fire" en låt som framfördes av E-Type och The Poodles i Melodifestivalen 2008 och tävlade i den första deltävlingen i Göteborg. Där kom den trea och då gick den till Andra chansen i Kiruna den 8 mars 2008. Där gick den ut som första låt och tävlade mot Sibels låt That is Where I'll Go, där den senare gick vidare.

## Singeln
Singeln "Line of Fire" släpptes den 12 mars 2008. Den lyckades som bäst nå en tredjeplats på den svenska singellistan. Låten blev nummer 94 på Trackslistans årslista för 2008.

### Låtlista
1. Line of Fire (Radio Version)
2. Line of Fire (Singback Version)

### Listplaceringar
| Lista (2008) | Topplacering |
| ------------ | ------------ |
| Sverige      | 3            |